# Otakar Krámský
Otakar Krámský, né le 1er juillet 1959 à Jilemnice et décédé le de décès 25 avril 2015 à Tulwitz est un pilote de courses de côte tchèque.

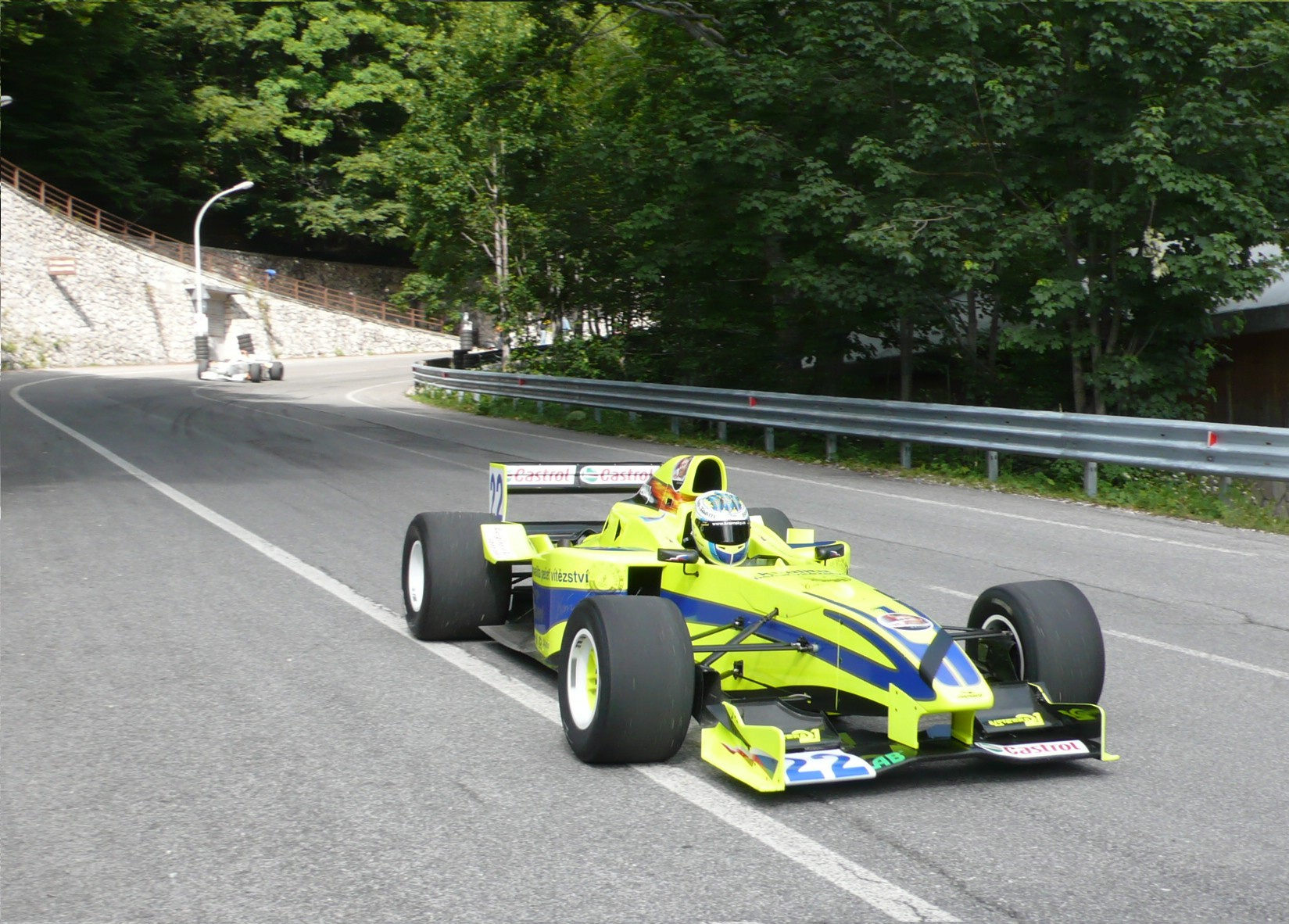
O.Kramsky en 2008 à Rieti sur Reynard.

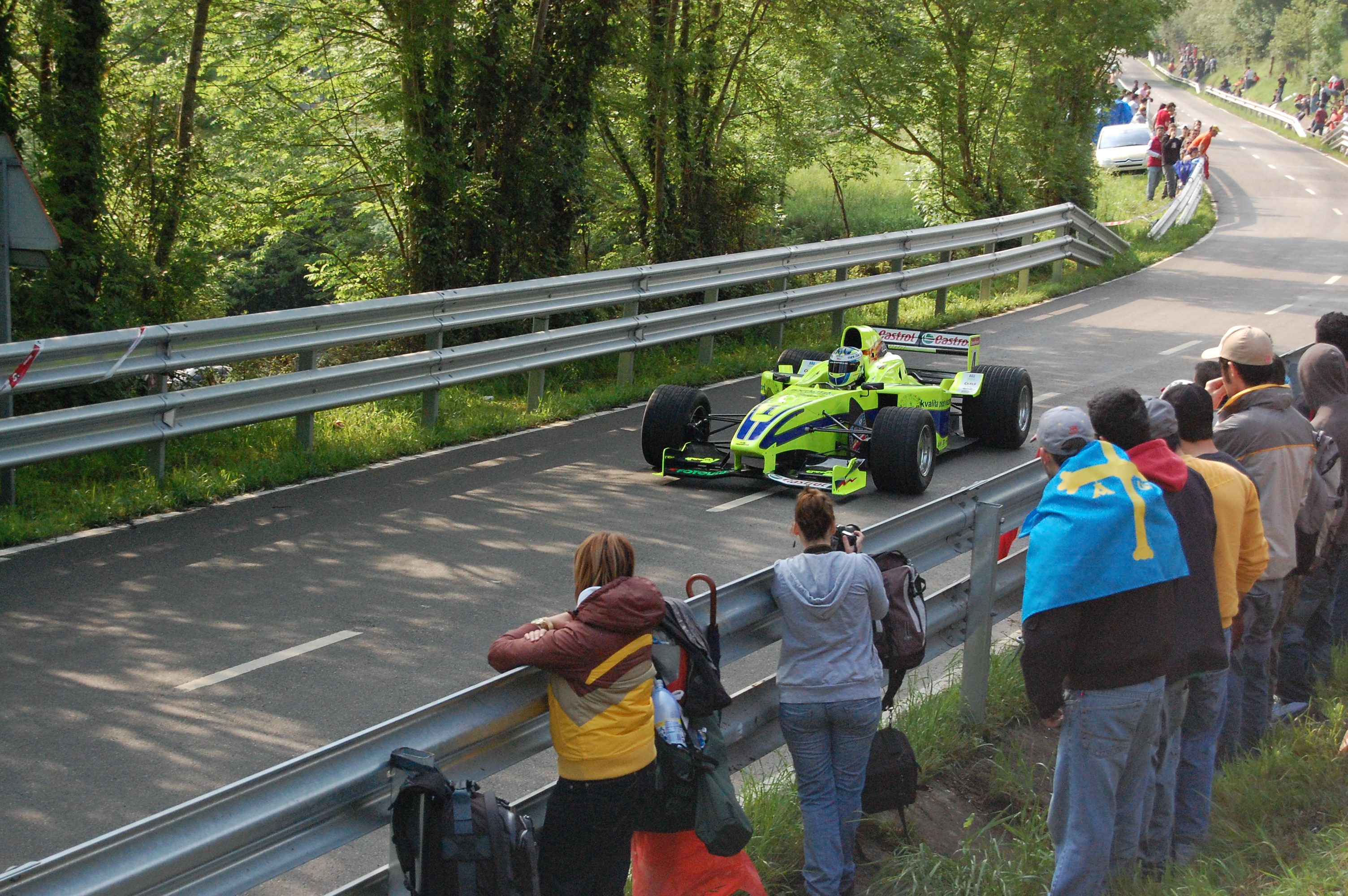
O.Kramsky en 2008 à Al Fito.

## Biographie
Il débute dans le championnat de montagne européen en 1987 sur Škoda 130L. En 1989 il passe sur une 136L, et durant la saison 1990 sur une Ford Sierra Cosworth Gr.N. En 1992 il rejoint le Groupe A, obtenant ainsi 3 titres continentaux en 4 ans.
En 1999, il passe sur monoplace Osella PA20-BMW de Groupe CN et, à partir de 2006, il évolue sur Reynard 99L-Cosworth 3000 de Formula Nippon.
Ses véhicules sont aisément reconnaissables, de couleur Krámský jaune-néon. 
Il meurt le 25 avril 2015 lors d'une séance d'essais à la course de côte du Rechberg (Styrie).

## Palmarès

### Titres
- Triple Champion d'Europe de la montagne en Catégorie I sur BMW M3 du Groupe A, en 1995, 1997 et 1998;
- Vainqueur du Trophée FIA, en 1996;
- Quintuple champion de Tchéquie de la montagne, en 2001, 2002, 2003, 2004 et 2005;
  - Vice-champion d'Europe de la montagne en Catégorie II, en 2002 (Osella PA20-BMW);
  - Vice-champion d'Europe de la montagne en Catégorie I, en 1996 (BMW M3);